# Самоне (Торино)
Самоне (итал. Samone) је насеље у Италији у округу Торино, региону Пијемонт.
Према процени из 2011. у насељу је живело 1614 становника. Насеље се налази на надморској висини од 246 м.

## Становништво
Према резултатима пописа становништва 2011. у општини је живело 1.614 становника.
| 2011. |
| ----- |
| 1.614 |